# Mikołaj Krasicki
Mikołaj Krasicki (falecido em 1652) foi um prelado católico romano que serviu como bispo auxiliar de Lutsk (1639-1652) e bispo titular de Argos (1639-1652).

## Biografia
No dia 3 de Outubro de 1639, Mikołaj Krasicki foi nomeado durante o papado de Inocêncio X como Bispo Auxiliar de Lutsk e Bispo Titular de Argos. Krasicki serviu como Bispo Auxiliar de Lutsk até à sua morte, em 1652.